# Idioma katembrí
Katembrí o Catrimbí (también llamado kiriri o kariri de Mirandela o simplemente mirandela) es una lengua indígena del noreste de Brasil, actualmente extinta. Los modernos katembrí, unas 1800 personas en 1983, han abandonado su lengua y actualmente solo hablan portugués, aunque un trabajo de campo en 1961 localizó a un anciano katembrí que recordaba unas cien palabras de su lengua ancestral.
Terrence Kaufman considera que el katembrí podría estar remotamente relacionado con el idioma taruma, una lengua hablada a unos 2000 km cerca de la frontera con Guyana.